# Tejate

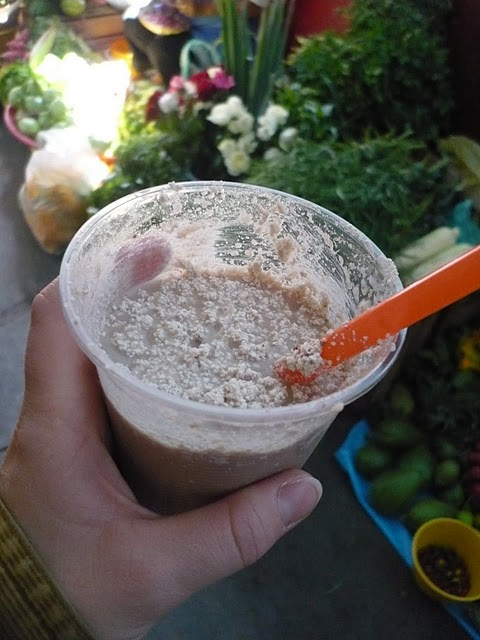
Szklaneczka tejate

Tejate – tradycyjny napój meksykański, popularny w stanie Oaxaca. W czasach przedkolumbijskich spożywany był w celach rytualnych. Główne składniki to woda, mąka kukurydziana i sfermentowane ziarna kakao, z dodatkiem suszonego kwiatu drzewa Quararibea funebris, zwanego flor de cacao. Napój serwuje się zimny, często dosładzany.